# Равело, Джерсон
Джерсон Равело (исп. Jerson Ravelo; 30 июля 1977, Сан-Кристобаль) — доминиканский и американский боксёр средних весовых категорий. Выступал за сборные Доминиканской Республики и США в конце 1990-х — начале 2000-х годов, участник летних Олимпийских игр в Сиднее, многократный победитель и призёр турниров «Золотые перчатки». В период 2001—2012 годов боксировал на профессиональном уровне, был претендентом на титул чемпиона Северной Америки по версии Всемирной боксёрской организации.

## Биография
Джерсон Равело родился 30 июля 1977 года в городе Сан-Кристобаль одноимённой провинции, однако впоследствии перебрался на постоянное жительство в США, поселившись в городе Ньюарк, штат Нью-Джерси. Там же тренировался и провёл большинство первых боёв.

### Любительская карьера
Первого серьёзного успеха в боксе добился в 1998 году, когда на турнире «Золотые перчатки» в Билокси одержал победу в средней весовой категории, победив в финале американца Джулиуса Фогла. Год спустя принял участие в американском национальном первенстве, где сумел дойти до стадии полуфиналов и получил награду бронзового достоинства, а также от США побывал на чемпионате мира в Хьюстоне, где на стадии 1/16 финала нокаутом проиграл турку Акыну Куроглу.
Благодаря череде удачных выступлений Равело удостоился права защищать честь своей родной Доминиканской Республики на летних Олимпийских играх 2000 года в Сиднее — провёл здесь, тем не менее, всего лишь один бой, уже в стартовом раунде со счётом 7:8 уступил австралийцу Полу Миллеру.

### Профессиональная карьера
Вскоре после окончания сиднейской Олимпиады Равело подписал контракт с известным промоутером Лу Дибеллой и его промоутерской компанией DiBella Entertainment. Дебютировал на профессиональном ринге в январе 2001 года, победил своего первого соперника Мигеля Гутьерреса техническим нокаутом в первом же раунде. В течение трёх лет провёл тринадцать успешных поединков, не потерпев ни одного поражения. Первое в карьере поражение потерпел в апреле 2004 года, техническим нокаутом в девятом раунде от мексиканца Давида Алонсо Лопеса.
Равело вскоре вернулся с победой, но затем весь 2005 год вынужден был пропустить из-за нескольких травм и серьёзных проблем со спиной. Поскольку контракт с Дибеллой из-за травм был разорван, он решил стать участником боксёрского реалити-шоу «Претендент», где последовательно победил троих соперников, всех досрочно в первом раунде. В октябре 2006 года встретился с Алланом Грином, не имевшим на тот момент ни одного поражения, и проиграл ему техническим нокаутом во втором раунде. В этом бою Равело ещё больше повредил и без того травмированную руку.
В 2007 году Джерсон Равело единогласным решением судей выиграл у Пола Бьюкенена и получил шанс оспорить вакантный титул чемпиона Северной Америки во втором среднем весе по версии Всемирной боксёрской организации, который на том момент принадлежал небитому Андре Уорду. Прошедший на Каймановых островах поединок закончился победой Уорда техническим нокаутом в восьмом раунде. В последующие годы продолжил чередовать победы с поражениями, среди наиболее известных его соперников в поздний период — российский проспект Максим Власов, которому он проиграл техническим нокаутом в третьем раунде. Последний раз выходил на ринг в качестве профессионального боксёра в марте 2012 года, когда раздельным судейским решением победил Джо Спину. Всего провёл на профессиональном уровне 26 боёв, из них 21 выиграл (в том числе 12 досрочно) и 5 проиграл.